# 20634 Marichardson
20634 Marichardson este un asteroid din centura principală de asteroizi.

## Descriere
20634 Marichardson este un asteroid din centura principală de asteroizi. A fost descoperit pe 2 octombrie 1999 la Socorro, New Mexico, în cadrul proiectului LINEAR. Asteroidul prezintă o orbită caracterizată de o semiaxă mare de 2,45 ua, o excentricitate de 0,14 și o înclinație de 5,6° în raport cu ecliptica.